# Yasser Portuondo
Yasser Portuondo (ur. 2 lutego 1983) – kubański siatkarz, były reprezentant Kuby, przyjmujący. W sezonie 2013/2014 występował w PlusLidze, w drużynie Transferu Bydgoszcz.
W 2007 r. uciekł razem z Raidelem Poeyem ze zgrupowania reprezentacji Kuby w Bułgarii i otrzymał azyl polityczny po odbyciu dwuletniej karencji wrócił do gry w siatkówkę.

## Sukcesy klubowe
Puchar Bułgarii:
- 2011

Mistrzostwo Bułgarii:
- 2011
- 2012